# Mark der Billunger

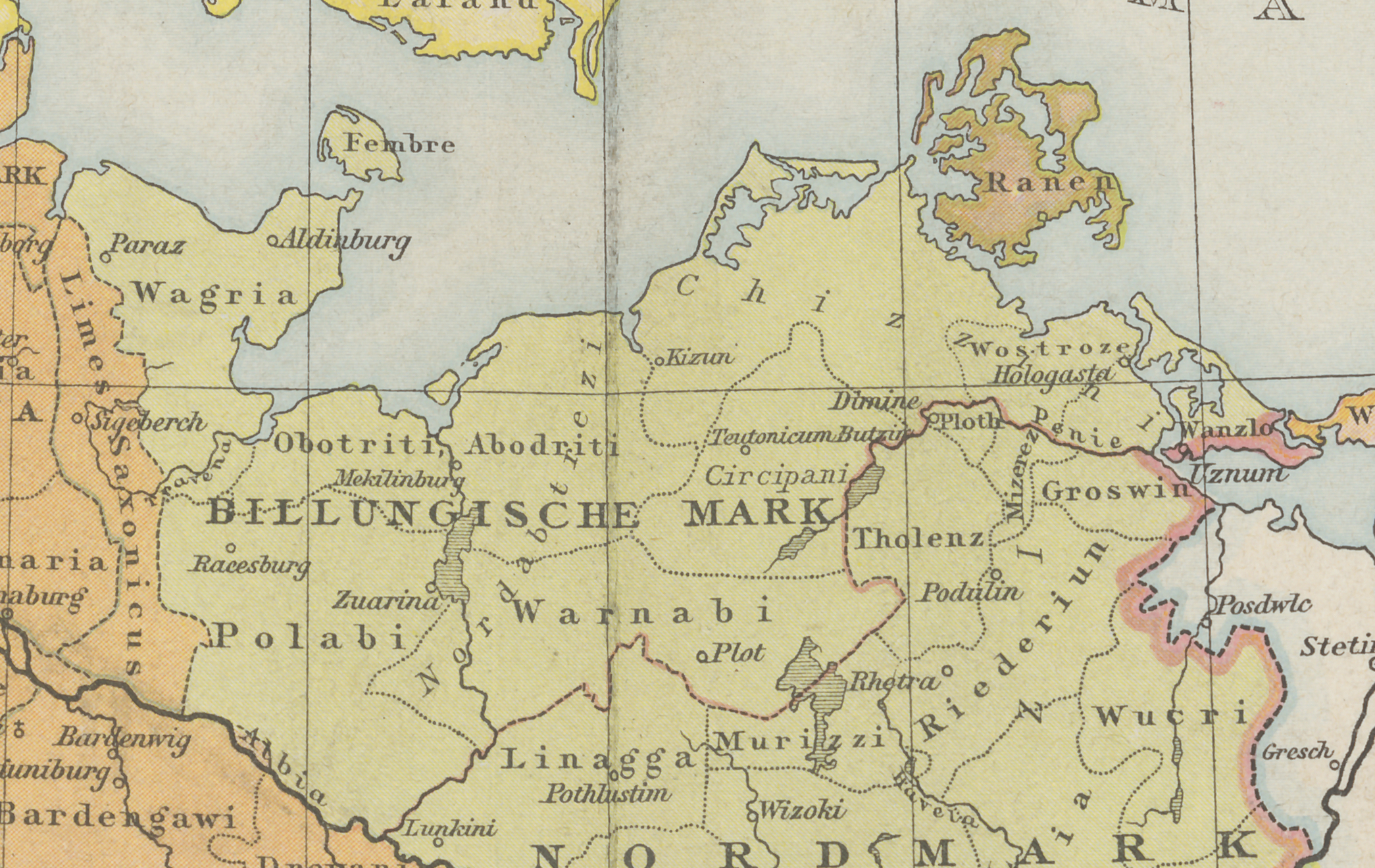
Ausdehnung der Mark der Billunger vor 983 nach den Vorstellungen Gustav Droysens aus dem Jahr 1886

Als Mark der Billunger bezeichnet die moderne Geschichtswissenschaft eine Markgrafschaft nordöstlich der Elbe, die der sächsische Adlige Hermann († 973) aus dem Geschlecht der Billunger in königlichem Auftrag verwaltete. Die mittelalterlichen Schriftquellen erwähnen keine Mark der Billunger. Existenz und Lage der Mark sind bis heute umstritten. 

## Geschichtswissenschaft
Die Bezeichnung von Hermanns Amtsbezirk als „Mark der Billunger“ ist eine Wortschöpfung der modernen Geschichtswissenschaft. Anton Christian Wedekind verstand darunter im Jahr 1817 „das überelbische Sachsen“ (Nordalbingien) und den an das Wendland grenzenden Bardengau. Die Vorstellungen von der Größe der Mark entwickelten sich rasant. Nach Auffassung Gottlob Dittmars aus dem Jahr 1890 erstreckte sich die Markgrafschaft Hermann Billungs bereits über Mecklenburg und Vorpommern.